# Neottiella
Neottiella (Cooke) Sacc. (gniazdówka) – rodzaj grzybów należący do rodziny Pyronemataceae.

## Systematyka i nazewnictwo
Pozycja w klasyfikacji według Index Fungorum: Pyronemataceae, Pezizales, Pezizomycetidae, Pezizomycetes, Pezizomycotina, Ascomycota, Fungi.
Po raz pierwszy takson ten utworzył w 1879 r. Mordecai Cubitt Cooke jako podrodzaj rodzaju Peziza, nadając mu nazwę Peziza subgen. Neottiella. W 1889 r. Pier Andrea Saccardo podniósł go rangi rodzaju.
Synonimy nazwy naukowej:
- Muscia Gizhitsk. 1929
- Neottiopezis Clem. 1903
- Peziza subgen. Neottiella Cooke 1879
- Peziza subgen. Scypharia Quél. 1886
- Scypharia (Quél.) Quél. 1886[2].

Gatunki występujące w Polsce:
- Neottiella hetieri Boud. 1896
- Neottiella rutilans (Fr.) Dennis 1960 – gniazdówka czerwonawa
- Neottiella vivida (Nyl.) Dennis 1960

Nazwy naukowe na podstawie Index Fungorum. Wykaz gatunków według M.A. Chmiel, nazwa polskie według internetowego atlasu grzybów.